# Золотари (Волгоградская область)
Золотари — посёлок в Палласовском районе Волгоградской области, административный центр Гончаровского сельского поселения.
Население — 1394 (2010).

## История
Основан в 1850 году на арендованных у астраханских казаков землях. Названо по фамилии первого поселенца (Золотарёв Лукьям Федорович).
С 1928 года — в составе Николаевского района Камышинского округа (округ упразднён в 1930 году) Нижневолжского края (с 1934 года — Сталинградский край). В 1935 году включён в состав Кайсацкого района (с 1936 года — район в составе Сталинградской области). В 1935 году организован колхоз «Путь Ильича». В 1932 году открыта школа. Первоначально школа была казахской. В 1935 году преобразована в русскую школу.
В 1950 году в связи с упразднением Кайсацкого района передан в состав Палласовского района.
В 1953 году началось переселение жителей села Житкур, были построены участковая больница, средняя школа, клуб. В 1973 году была построена новая школа на 480 мест.

## Физико-географическая характеристика
Посёлок расположен в пределах Прикаспийской низменности, на высоте около 27 метров над уровнем моря. Восточнее посёлка проходит Западная ветвь Палласовского канала. Почвы — светло-каштановые солонцеватые и солончаковые, солонцы луговатые (полугидроморфные) и лугово-каштановые.
Через посёлок проходит автодорога Быково — Кайсацкое. По автомобильным дорогам расстояние до районного центра города Палласовка — 70 км, до областного центра города Волгограда — 230 км. Ближайшая железнодорожная станция Кайсацкая Приволжской железной дороги расположена в селе Кайсацкое в 30 км к востоку.
Климат
Климат континентальный (согласно классификации климатов Кёппена — Dfa).
Среднегодовая температура положительная и составляет + 7,4 °C, средняя температура самого холодного месяца января — 9,4 °C, самого жаркого месяца июля + 23,8 °C. Многолетняя норма осадков — 334 мм. В течение года осадки распределены примерно равномерно: наименьшее количество выпадает в марте 18 мм, наибольшее в июне 38 мм.
Часовой пояс
Золотари, как и вся Волгоградская область, находится в часовой зоне МСК (московское время). Смещение применяемого времени относительно UTC составляет +3:00.

## Население
Динамика численности населения по годам:
| 1987  | 2002 |
| ----- | ---- |
| ≈1700 | 1634 |

| 2010 |
| ---- |
| 1394 |